# Целеховізна
Целеховізна (пол. Cielechowizna) — село в Польщі, у гміні Мінськ-Мазовецький Мінського повіту Мазовецького воєводства.
Населення — 124 особи (2011).
У 1975-1998 роках село належало до Седлецького воєводства.

## Демографія
Демографічна структура станом на 31 березня 2011 року:
|          | Загалом | Допрацездатний вік | Працездатний вік | Постпрацездатний вік |
| -------- | ------- | ------------------ | ---------------- | -------------------- |
| Чоловіки | 59      | 6                  | 43               | 10                   |
| Жінки    | 65      | 12                 | 36               | 17                   |
| Разом    | 124     | 18                 | 79               | 27                   |